# Martyrs de Bulgarie

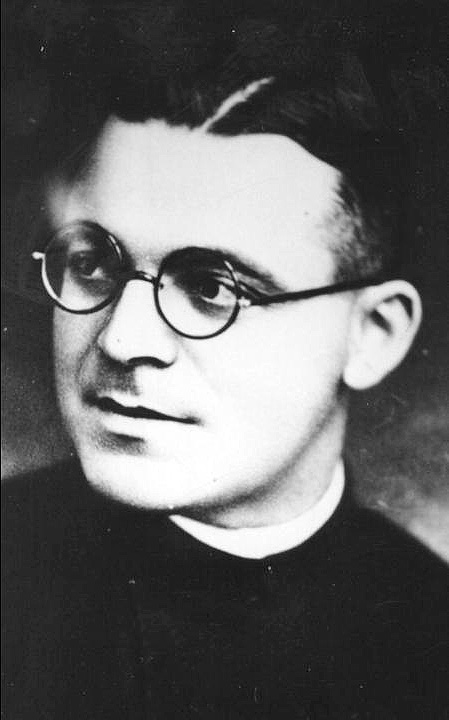
Eugène Bossilkov.

Les Martyrs de Bulgarie sont quatre religieux catholiques bulgares exécutés par le pouvoir communiste de ce pays en 1952, à la suite de persécutions et d'un procès truqué dans la pure tradition stalinienne. 
Ils furent tous quatre fusillés dans la nuit du 11 au 12 novembre 1952, à 23h30 dans une cour de la prison centrale de Sofia.
Les quatre martyrs sont :
1. Eugène Bossilkov, né le 16 novembre 1900, prêtre passionniste et évêque de Nicopoli qui a été béatifié par Jean-Paul II le 15 mars 1998 à Rome.
2. Kamen (Petâr) Vitcev, né le 23 mai 1893,
3. Pavel (Joseph) Djidjov, né le 19 juillet 1919,
4. Josaphat Chichkov, né le 9 février 1884, tous trois prêtres assomptionnistes béatifiés par Jean-Paul II le 26 mai 2002 à Plovdiv.